# Episodi di The Wire (terza stagione)
Negli Stati Uniti la terza stagione della serie televisiva The Wire è stata trasmessa dal 19 settembre 2004 al 19 dicembre 2004 sul canale americano HBO. In Italia è stata trasmessa dal canale satellitare Cult dal 4 giugno 2009 al 25 giugno 2009.
| nº | Titolo originale     | Titolo italiano            | Prima TV USA      | Prima TV Italia |
| -- | -------------------- | -------------------------- | ----------------- | --------------- |
| 1  | Time After Time      | Sempre gli stessi sbagli   | 19 settembre 2004 | 4 giugno 2009   |
| 2  | All Due Respect      | Con tutto il rispetto      | 26 settembre 2004 | 4 giugno 2009   |
| 3  | Dead Soldiers        | Morti sul campo            | 3 ottobre 2004    | 4 giugno 2009   |
| 4  | Hamsterdam           | Amsterdam                  | 10 ottobre 2004   | 11 giugno 2009  |
| 5  | Straight and True    | Grandi speranze            | 17 ottobre 2004   | 11 giugno 2009  |
| 6  | Homecoming           | Ritorno al passato         | 31 ottobre 2004   | 11 giugno 2009  |
| 7  | Back Burners         | La rete                    | 7 novembre 2004   | 18 giugno 2009  |
| 8  | Moral Midgetry       | Il fine giustifica i mezzi | 14 novembre 2004  | 18 giugno 2009  |
| 9  | Slapstick            | Domenica mattina           | 21 novembre 2004  | 18 giugno 2009  |
| 10 | Reformation          | Vendette                   | 28 novembre 2004  | 25 giugno 2009  |
| 11 | Middle Ground        | Tradimenti                 | 12 dicembre 2004  | 25 giugno 2009  |
| 12 | Mission Accomplished | Missione compiuta          | 19 dicembre 2004  | 25 giugno 2009  |

## Sempre gli stessi sbagli
- Titolo originale: Time after Time
- Soggetto: David Simon, Ed Burns
- Scritto da: David Simon
- Diretto da: Ed Bianchi
- "Non importa quante volte rimani scottato, fai sempre gli stessi sbagli." - Bodie

### Trama
Le torri vengono abbattute dalla nuova amministrazione comunale e la banda di Barksdale e Bell deve trovare il modo di continuare a vendere la propria roba. La squadra di Daniels, ormai diventata permanente, si ritrova nuovamente ad indagare su di loro mediante le intercettazioni; ora il loro obiettivo è cercare di incriminare anche Stringer Bell, il quale sembra aver preso il controllo su tutti gli uomini di Avon, ma non riescono a trovare molto su cui indagare. La moglie del tenente Daniels intende candidarsi come membro del Consiglio della città di Baltimora ed ha bisogno che tutti vedano quanto suo marito la supporti nella sua campagna ma, nella realtà, i due sembrano essere sempre più distanti e probabilmente vivono da separati. Nel frattempo Avon chiede ad un suo vecchio amico, il quale ha appena finito di scontare la sua pena in prigione, di ritornare nel giro. Inoltre Tommy Carcetti, il Presidente del Consiglio della città, entra in aperto conflitto con Burrell.

## Con tutto il rispetto
- Titolo originale: All Due Respect
- Soggetto: David Simon, Richard Price
- Scritto da: Richard Price
- Diretto da: Steve Shill
- "Non c'è mai stato un sacchetto di carta." - Colvin

### Trama
Omar torna in città e ruba della droga in alcuni dei nascondigli della banda di Barksdale e Stringer. McNulty inizia a dubitare del fatto che quello di D'Angelo sia stato davvero un suicidio e dà inizio ad un'indagine per conto suo. Cheese fa partecipare il suo pitbull ad un combattimento fra cani ma viene quasi sbranato e, per evitargli sofferenze, decide di sopprimerlo con un colpo di pistola. Angosciato per questa decisione, ne parla al telefono con un suo amico ma la telefonata viene intercettata da Freamon e gli altri, i quali credono che si tratti di uno degli omicidi della notte prima. Arrestano Cheese ma, interrogandolo, capiscono di aver fatto un buco nell'acqua. Valchek convince Burrell a fraternizzare con il Consigliere Carcetti. Kima sente che il rapporto con la sua compagna e l'arrivo del bambino la stanno opprimendo. Un uomo della squadra di Carver ed Herc viene gravemente ferito in una finta compravendita di droga; questo porta il maggiore Colvin a riflettere sui metodi utilizzati dai suoi uomini ed a decidere di cambiare strategia.

## Morti sul campo
- Titolo originale: Dead Soldiers
- Soggetto: David Simon, Dennis Lehane
- Scritto da: Dennis Lehane
- Diretto da: Rob Bailey
- "Gli dei non vi salveranno." - Burrell

### Trama
Il programma di riduzione dei crimini causa sempre più malcontento all'interno del Dipartimento di Polizia di Baltimora, in particolare a causa del comportamento spietato di Rawls. Il maggiore Colvin decide, allora, di attuare una sua strategia all'insaputa dei suoi superiori. Omar e i suoi programmano un'altra rapina in un nascondiglio di Stringer, ma questa volta i suoi uomini non si lasciano trovare impreparati e danno inizio ad un conflitto a fuoco che porta alla morte di varie persone da entrambi gli schieramenti. Carcetti spinge Burrell in una posizione molto scomoda con il sindaco, ma continua a tenerlo in pugno. Bodie dice a Stringer Bell che la presenza di Marlo in strada sta diventando un problema. Cutty Wise cerca la sua ex-fidanzata ma scopre che è andata avanti con la sua vita.

## Amsterdam
- Titolo originale: Hamsterdam
- Soggetto: David Simon, George P. Pelecanos
- Scritto da: George P. Pelecanos
- Diretto da: Ernest Dickerson
- "Perché dovete incasinare il programma?" - Fruit

### Trama
Freamon discute pesantemente con McNulty e lo accusa di non contribuire alle indagini, ma di pensare solo all’affare di Stringer. Carcetti afferma di volersi candidare a sindaco e vuole affidare la sua campagna elettorale a Teresa D’Agostino, una sua vecchia compagna di scuola. Il maggiore Colvin prova a convincere gli spacciatori di strada a spostarsi in altre zone della città, liberalizzando lo spaccio in alcune aree periferiche, ma senza successo. Cutty Wise cerca di lavorare onestamente, ma alla fine cede e torna nella banda di Avon. Nel corso della sua indagine, McNulty segue Stringer Bell e lo vede incontrarsi con Clay Davis, scoprendo così che Bell è anche uno speculatore edilizio. Ubriaco, Jimmy va da Rhonda ma davanti alla sua casa vede la macchina del tenente Daniels e scopre così la loro relazione.

## Grandi speranze
- Titolo originale: Straight and True
- Soggetto: David Simon, Ed Burns
- Scritto da: Ed Burns
- Diretto da: Dan Attias
- "Avevo tante speranze per noi." - McNulty

### Trama
McNulty continua a seguire Stringer e, arrivato davanti alla sua copisteria, decide di entrare e parlargli faccia a faccia. Stringer però sembra aver iniziato una serie di attività pulite e questo, secondo Freamon, è un problema perché in questo modo ha i soldi necessari a finanziare la sua banda ed avrà sempre la possibilità di riciclare i profitti della droga con investimenti legali senza doversi più sporcare le mani. Il Maggiore Colvin chiede l'aiuto dell'unità speciale per avere i nomi dei fornitori dei piccoli spacciatori della zona, in modo da avvivare poi ai pesci più grossi. Stringer indice una riunione con Proposition Joe e i principali fornitori della città per dare inizio ad una sorta di organizzazione tra le bande, in modo da vendere la droga migliore in circolazione e dividere i profitti. Riesce ad incontrare Marlo e invita anche lui a prendere parte all'accordo, ma il giovane non sembra propenso e, una volta andato via Bell, si prepara ad attaccare. Dopo 26 mesi di prigione, Avon Barksdale ottiene il rilascio e Stringer gli organizza una festa di benvenuto.

## Ritorno al passato
- Titolo originale: Homecoming
- Soggetto: David Simon, Rafael Alvarez
- Scritto da: Rafael Alvarez
- Diretto da: Leslie Libman
- "Solo un gangster, almeno credo." - Avon Barksdale

### Trama
Nonostante gli sforzi di Stringer per convincerlo ad adattarsi ai tempi cambiati ed allo spostamento delle piazze di spaccio, Avon vuole continuare a comportarsi come prima e a lottare per i propri territori. Proprio per questo, innesca una faida contro gli uomini di Marlo e la affida a Cutty Wise. Carcetti sa che vincere contro il sindaco Royce è un'impresa difficile; decide allora di convincere un altro membro (di colore) del Consiglio a candidarsi, puntando a dividere in questo modo i voti della popolazione di colore ed avere la possibilità di vincere. Daniels rimprovera Kima e McNulty perché continuano ad interessarsi solo all'affare di Bell, ignorando tutto il resto. Dopo l'omicidio di due degli uomini di Avon ad opera della banda di Marlo, Cutty ed un altro ragazzo vanno in cerca di vendetta. Un ragazzino viene ucciso, ma Cutty non riesce ad uccidere il suo obiettivo; questo lo spinge a riflettere e a decidere di abbandonare la banda, perché questo tipo di vita non fa più per lui, ed Avon sembra approvare questa sua scelta. Il sindaco Royce è arrabbiato perché l'obiettivo di far diminuire gli omicidi in città non è andato a buon fine e per questo incolpa Burrell; quest'ultimo, per trovare una soluzione, indice un incontro con Rawls e Colvin e mandano a chiamare anche il tenente Daniels.

## La rete
- Titolo originale: Back Burners
- Soggetto: David Simon, Joy Lusco
- Scritto da: Joy Lusco
- Diretto da: Tim Van Patten
- "La coscienza ha il suo prezzo" - Butchie

### Trama
Daniels chiede a McNulty se sia stato lui a fare un modo che alla squadra venissero riassegnati gli omicidi e l'affare della banda di Barksdale; alla sua risposta affermativa, il tenente lo avverte che, concluse le indagini, dovrà lasciare la sua squadra. Nel frattempo all'unità speciale cercano una strategia per avere informazioni dai cellulari usa e getta degli uomini di Barksdale e, durante una retata, riescono a prendere quello di Bodie. Inoltre, vengono anche a conoscenza della nuova zona di spaccio "legalizzato" ed esprimono a Colvin la loro preoccupazione. McNulty chiede a Prez di procurargli il numero di Teresa D'Agostino e riesce ad incontrarla di nuovo. Kima ha un duro confronto con Cheryl, che decide di mandarla via di casa. Cutty ritorna al suo lavoro di giardiniere. Donette dice a Stringer che una settimana prima McNulty è andato da lei a parlarle della possibilità che quello di D'Angelo non sia stato un suicidio e lo avvisa che Brianna è intenzionata ad andare a fondo nella questione ed avere delle risposte. Inoltre, grazie ad Herc, Jimmy e Kima scoprono che Avon è già uscito di prigione.

## Il fine giustifica i mezzi
- Titolo originale: Moral Midgetry
- Soggetto: David Simon, Richard Price
- Scritto da: Richard Price
- Diretto da: Agnieszka Holland
- "Prima gattoni, poi cammini, e dopo corri." - Clay Davies

### Trama
La squadra di Daniels riesce a ricostruire il percorso fatto dagli uomini di Barksdale per acquistare periodicamente i cellulari usa e getta. Brianna incontra McNulty, il quale riesce ad insinuare dentro di lei l’ipotesi che D’Angelo sia stato ucciso. Carcetti continua a prepararsi per la sua candidatura, seguendo i consigli di Teresa e valutando i comportamenti migliori da tenere d’ora in poi. Il diacono a cui si è rivolto Cutty continua a sostenerlo e, inoltre, si prodiga affinché nel quartiere “Amsterdam” vengano tenuti dalle autorità comportamenti più umani; chiede e ottiene la presenza di personale medico che possa offrire cure, aghi nuovi, distribuzione di profilattici, ecc…, in modo da limitare il degenero in cui riversa il quartiere. Avon tenta di far cadere Marlo in trappola ma quest’ultimo, a causa della sua paranoia, riesce a sventare il pericolo; i suoi uomini feriscono Avon ed uccidono uno dei suoi. Stringer Bell, inoltre, gli confessa che effettivamente quello di D’Angelo non è stato un suicidio e che il mandante era lui.

## Domenica mattina
- Titolo originale: Slapstick
- Soggetto: David Simon, George P. Pelecanos
- Scritto da: David Simon
- Diretto da: Alex Zakrzewski
- "... mentre aspetti momenti che non arrivano mai." - Freamon

### Trama
Gli uomini di Avon vedono Omar accompagnare a messa sua nonna e decidono di sparare, senza però riuscire ad ucciderlo, nonostante ci sia una tacita regola non scritta che proibisca di attaccare la domenica mattina. Sydnor riesce a pedinare il ragazzo che si occupa dell'acquisto dei cellulari usa e getta e contribuisce all'indagine di Prez e Freamon per ottenere quanto prima le intercettazioni. McNulty e Prez escono a comprare la cena e, mentre sono di ritorno, ricevono alla radio la segnalazione di una sparatoria in atto; Jimmy prosegue a piedi, mentre Prez individua un uomo armato e gli spara, senza avvertimento. All'arrivo delle altre pattuglie si scopre che la vittima era, in realtà, un altro agente in borghese e tutta la squadra inizia ad essere profondamente preoccupata per le conseguenze di questo avvenimento per Roland. Nel frattempo è stato consumato un omicidio nel quartiere "Amsterdam" e Carver decide di spostare il cadavere, per evitare che le alte cariche vengano a conoscenza del progetto di Colvin. Herc però si trova in disaccordo con questa azione e decide di telefonare alla stampa per denunciare l'assurda situazione venutasi a creare nel quartiere libero. McNulty invita a cena Teresa ma, quando la conversazione si sposta sulla politica, la donna capisce di avere idee diametralmente opposte e la serata si conclude in maniera piuttosto fredda. Cutty viene spronato dal diacono a restaurare un vecchio stabile per aprire una palestra per la boxe, ma si ritrova suo malgrado faccia a faccia con la burocrazia e la difficoltà di ottenere tutti i permessi necessari; a fornirgli aiuto, però, arriva Marla Daniels.

## Vendette
- Titolo originale: Reformation
- Soggetto: David Simon, Ed Burns
- Scritto da: Ed Burns
- Diretto da: Christine Moore
- "Chiamala pure una crisi di leadership." - Proposition Joe

### Trama
La battaglia tra gli uomini di Barksdale e quelli di Marlo continua, generando altre vittime. Proposition Joe avvisa Stringer del fatto che, se non riuscirà a convincere Avon a porre fine agli scontri, non gli forniranno più la droga prevista dal loro accordo. La situazione diventa sempre più complessa per Stringer, il quale fa una telefonata a qualcuno del Dipartimento di Polizia. Brother Mouzone torna in città e medita vendetta nei contronti di Omar; manda il suo scagnozzo in un locale per gay ogni sera al fine di incontrarlo e, in quello stesso locale, è presente anche il Maggiore Rawls. Allo stesso tempo, invece, Omar medita vendetta nei confronti di Stringer Bell. Il Maggiore Colvin parla con il giornalista chiamato da Herc e riesce a convincerlo a tacere ancora per qualche altro giorno sulla questione del quartiere "Amsterdam". La squadra di Daniels trova grosse difficoltà ad intercettare i cellulari usa e getta della banda di Barksdale, in quanto vengono cambiati troppo spesso e non gli lasciano il tempo sufficiente ad ottenere l'autorizzazione all'intercettazione. Allora, con l'aiuto di Bubbles, Freamon incontra sotto copertura il ragazzo addetto all'acquisto degli apparecchi e trova il modo di vendergli dei cellulari per cui l'autorizzazione è stata già predisposta. Il Maggiore Colvin decide di parlare ai suoi superiori del suo progetto del quartiere libero ma, nonostante i risultati siano stati positivi, Burrell porta la questione all'attenzione del sindaco. Royce si rende conto che dovrebbe bloccare immediatamente il progetto, ma la diminuzione dei crimini del 14% (obiettivo primario del Dipartimento) ed alcune lettere di approvazione da parte dei cittadini lo rendono un po' titubante sul da farsi.

## Tradimenti
- Titolo originale: Middle Ground
- Soggetto: David Simon, George P. Pelecanos
- Scritto da: George P. Pelecanos
- Diretto da: Joe Chappelle
- "Non abbiamo più bisogno di sognare, fratello." - Stringer Bell

### Trama
Il sindaco Royce cerca di prendere più tempo possibile, in quanto gli farebbe comodo mantenere attivo il quartiere libero. Mentre si trova dal barbiere, Avon viene raggiunto da Brother Mouzone, che gli riferisce il torto subito da Stringer e gli lascia intuire il suo desiderio di vendetta. Stringer Bell capisce, grazie al suo avvocato, che il Senatore Davies gli ha rubato moltissimi soldi e vorrebbe convincere Avon a commissionarne l'omicidio, ma non ottiene riscontro. Bell decide allora di incontrare il Maggiore Colvin e di fornirgli l'indirizzo a cui trovare Barksdale; il suo obiettivo è quello di rispedirlo in prigione, in modo da avere nuovamente il controllo della banda. Cutty Wise inizia ad allenare dei ragazzini ed ottiene da Avon 15.000 dollari per comprare tutte le attrezzature necessarie. Il Maggiore Colvin porta Carcetti nel quartiere "Amsterdam" affinché riesca a rendersi pienamente conto di quelli che sono i pro ed i contro cui ha portato la sua iniziativa. Teresa invita a cena McNulty ma ben presto lui intuisce che lei vorrebbe estorcergli delle informazioni sul Maggiore e decide di andare via. Stringer ed Avon hanno una conversazione sul tetto del palazzo e, dopo un tuffo nei ricordi della loro infanzia, Avon gli domanda a che ora il giorno successivo sarebbe andato in centro. Omar e Brother Mouzone decidono di collaborare e raggiungono l'edificio in cui si trova Stringer Bell. Quest'ultimo cerca di trovare una via di fuga ma è tutto inutile; i due lo raggiungono e si vendicano, uccidendolo.

## Missione compiuta
- Titolo originale: Mission Accomplished
- Soggetto: David Simon, Ed Burns
- Scritto da: David Simon
- Diretto da: Ernest Dickerson
- "Combattiamo per quella bugia." - Slim Charles

### Trama
La polizia arriva sul luogo dell'omicidio di Stringer e McNulty non riesce a farsene una ragione; ce l'aveva in pugno ma non ha fatto in tempo ad arrestarlo. Gli uomini di Barksdale sono convinti che l'omicidio sia opera di Marlo; Avon conosce la verità, ma alla fine decide di accontentarli e si prepara ad attaccare i rivali. Colvin da l'indirizzo di Avon a McNulty, il quale capisce che la soffiata era arrivata da Stringer. Prez dice a Freamon di non volersi difendere dalle accuse e di non essere in grado di fare il poliziotto. I giornalisti arrivano al quartiere "Amsterdam" e sia Grey che Carcetti approfittano della situazione per diffamare l'operato del sindaco Royce e portare l'acqua ai propri mulini. Barrell si offre, davanti al sindaco, di accollarsi alcune responsabilità, in cambio di restare in carica come Comandante per i successivi 5 anni. Raggiunto l'accordo, Rawls dà ordine ai suoi uomini di sgomberare il quartiere; durante l'operazione, viene rinvenuto il cadavere di Johnny e, per evitare inconvenienti, viene fatto sparire. L'unità speciale, grazie alle intercettazioni, riesce a fare irruzione mentre Avon e i suoi stanno preparando le armi e vengono tutti arrestati; sul suo mandato di arresto, Avon legge il nome di Stringer come fonte di informazioni. Il sindaco Royce decide di appoggiare Marla. Colvin viene declassato a Tenente e mandato in pensione anticipata; liberatosi un posto da maggiore, questo viene assegnato a Daniels. McNulty decide di andare da Beatrice Russell e riprendere da dove avevano lasciato, entrando a conoscere i suoi figli. Daniels e Rhonda decidono di portare la loro relazione allo scoperto. Alla riunione del Consiglio, il discorso di Carcetti fa capire ai presenti che intende candidarsi a sindaco. McNulty lascia l'unità speciale e decide di tornare al Distretto Ovest. Avon e i suoi vengono processati e la situazione dello spaccio per le strade torna ad essere quella di un tempo. Donette si ritrova nuovamente costretta ad affrontare le conseguenze della morte dell'uomo che amava.